# احمد خادم سیدالشهدا
احمد دانش‌پژوه (زادهٔ ۶ اردیبهشت ۱۳۳۸ شوشتر) مشهور به احمد خادم سیدالشهدا سرتیپ سپاه پاسداران انقلاب اسلامی است، که هم‌اکنون به‌عنوان فرمانده قرارگاه کربلا فعالیت می‌کند و فرمانده ارشد سپاه در استان‌های خوزستان، کهگیلویه و بویراحمد و لرستان است.
او فعالیت سیاسی را پیش از وقوع انقلاب ۱۳۵۷ علیه شاهنشاهی پهلوی آغاز کرد، که منجر به دستگیری وی توسط ساواک گردید و مدتی را نیز در زندان سپری کرد. خادم پس از وقوع انقلاب و تأسیس سپاه پاسداران به این نهاد پیوست و در پی شروع غائله کردستان به این منطقه رفت. پس از آغاز جنگ ایران و عراق وی به منطقه جنوب اعزام شد و تا پایان جنگ فرمانده گردان مالک اشتر لشکر ۷ ولی‌عصر بود.
خادم سیدالشهدا از دههٔ هفتاد تا سال ۱۳۸۵ جانشین فرمانده لشکر ۷ ولی‌عصر و با حفظ سمت، تا سال ۱۳۸۸ جانشین قرارگاه کربلا بود. همچنین حوالی سال ۱۳۸۴ فرماندهی تیپ ۵۱ زرهی حضرت حجت را برعهده داشت. او از سال ۱۳۸۸ تاکنون نیز فرمانده قرارگاه کربلا است. وی در سال ۱۳۹۶ درجه سرتیپی دریافت کرد. او از عوامل قتل‌عام ماهشهر در سال ۱۳۹۸ است.

## تحریم‌ها
وزارت خزانه‌داری آمریکا در ۲۴ آوریل ۲۰۲۳ احمد خادم سیدالشهدا را به همراه ۳ نفر دیگر از فرماندهان سپاه پاسداران و  نیروی انتظامی به‌علت سرکوب خشونت آمیز اعتراضات در ایران، تیراندازی و استفاده از گلوله جنگی علیه معترضان در شهرهای خرم آباد استان لرستان و ایذه در استان خوزستان و  نقض حقوق بشر تحریم کرد.